# 광고 문구

광고 문구(廣告文句) 또는 광고 슬로건(advertising slogan)은 홍보를 생성하고 회사의 마케팅 전략을 통일하기 위해 광고 캠페인에 사용되는 짧은 문구이다. 이 문구는 독특한 제품 특징에 주의를 끌거나 회사의 브랜드를 강화하는 데 사용될 수 있다. 한 문장부터 여러 줄에 걸친 것까지 형태는 다양하다. 직업으로 문구를 창작하는 사람을 카피라이터라고 한다. 한국어식 영어 또는 일본어식 영어로 캐치프레이즈(catchphrase)라고도 하나, 엄밀히는 뜻이 다르다.

## 어원 및 명칭
1913년 웹스터 사전에 따르면, 슬로건은 스코틀랜드 게일어 "sluagh-ghairm"에서 유래하며, 이는 함성을 의미한다. 현대적인 정의는 특정 목적이나 이상을 전달하기 위해 어떤 단체든 사용하는 독특한 광고 모토 또는 광고 문구를 나타낸다. 이는 또한 캐치프레이즈로도 알려져 있다. 태그라인 또는 태그는 특정 제품 및 서비스를 홍보하기 위한 짧은 공개 커뮤니케이션을 설명하는 미국 용어이다. 영국에서는 이를 엔드 라인 또는 스트랩 라인이라고 부른다. 일본에서는 광고 문구를 catch copy (キャッチコピー, kyatchi kopī) 또는 catchphrase (キャッチフレーズ, kyatchi furēzu)라고 부른다.

## 형식
대부분의 기업 광고는 짧고 기억하기 쉬운 문구로, 종종 3~5단어 정도이다. 슬로건은 다양한 의미를 전달하기 위해 다른 톤을 사용한다. 예를 들어, 재미있는 슬로건은 대화를 활기차게 하고 기억력을 높일 수 있다. 슬로건은 종종 다양한 매체를 통해 다양한 기업 광고물을 통합한다. 슬로건은 로고, 브랜드 이름 또는 음악 징글과 함께 사용될 수 있다.

## 역사

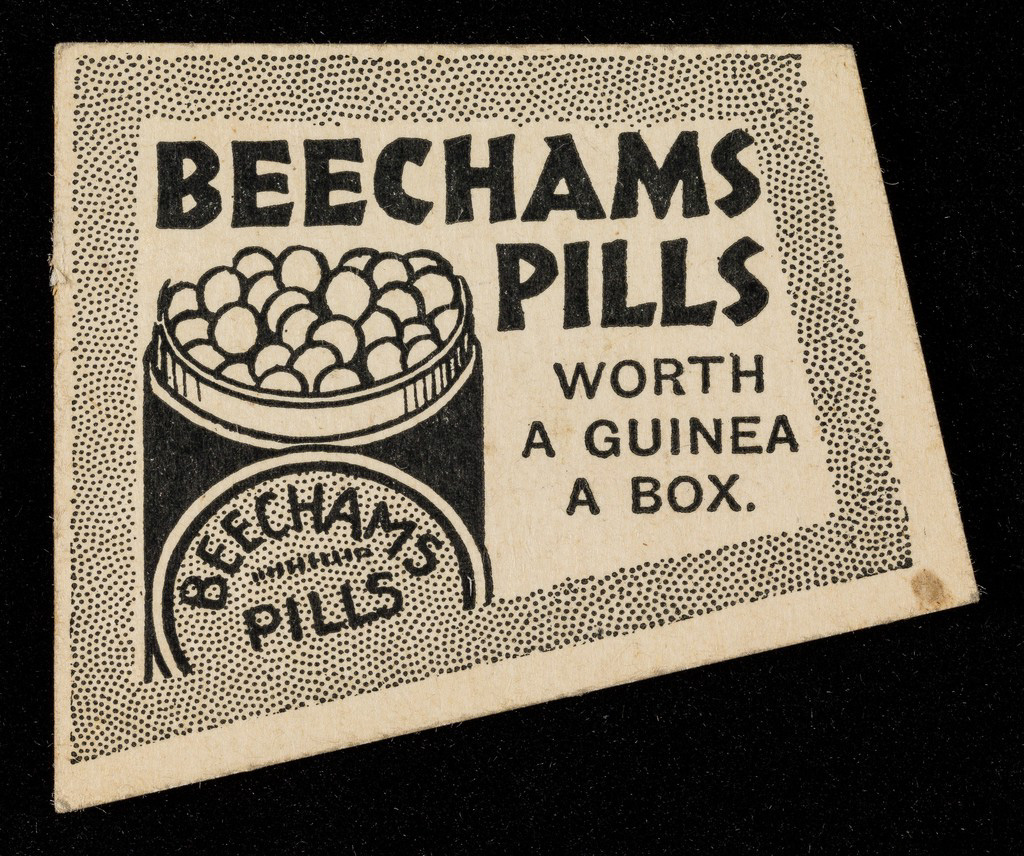
"Beechams Pills: Worth a guinea a box" 슬로건, 1859년 8월

1859년 8월, 영국 기업 비첨스의 창립자 토머스 비첨은 비첨스 알약을 위한 슬로건인 "Beechams Pills: Worth a guinea a box"를 만들었는데, 이는 세계 최초의 광고 슬로건으로 여겨지며 회사가 글로벌 브랜드가 되는 데 기여했다. 이 문구는 세인트 헬렌스 인텔리전서(St Helens Intelligencer)의 비첨스 광고에 처음 등장했으며, 창립자의 고향인 랭커셔 세인트헬렌스 (머지사이드주)의 만족한 여성 구매자가 처음 사용했다고 전해진다.

## 사용
일부 표어는 장기적인 기업 아이덴티티 프로세스를 위해 만들어지지만, 다른 슬로건은 특정 제한된 기간 캠페인에 중점을 둔다. 그러나 일부 관념이 공공에게 지속적으로 반향을 일으키므로 많은 광고 슬로건은 일반적인 사용이 중단된 후에도 그 영향력을 유지한다. 광고 슬로건이 대중의 일상 언어에 들어가면 구전 마케팅은 제품에 대한 소비자 인식을 높이고 광고 캠페인의 수명을 연장하거나 회사가 장기적인 광고 및 아이덴티티를 위해 채택하게 할 수 있다.
감정적 반응을 연관시키거나 기억을 환기시키는 슬로건은 대중에게 채택되고 공유될 가능성을 높인다. 또한, 슬로건을 일반적인 토론 주제(예: 심리적 스트레스, 음식, 교통량)와 연결함으로써 소비자들은 슬로건을 더 자주 기억하고 회사를 그들의 개인적인 경험과 연관시킬 것이다.
슬로건이 대중에게 채택되면 일상적인 사회적 상호작용에 상당한 영향을 미칠 수 있다. 슬로건은 개인이 간결한 태그라인을 대화에서 공유하면서 공동체 구성원 간의 연결점이 될 수 있다. 반대로, 개인이 인기 있는 슬로건이나 태그라인을 모르면 대화에서 사회적으로 배제되고 토론에서 벗어날 수 있다.

### 사회 통제
사회 통제 시스템으로서의 광고 슬로건에는 암구호, 캐치워드, 좌우명과 유사한 장치들이 포함된다. 슬로건의 사용은 슬로건이 무의식적이고 의도치 않은 반응을 유발하는 한도 내에서 검토될 수 있다.

## 진행 중인 논쟁
효과적인 또는 비효과적인 광고 캠페인의 영향을 정량화하는 것은 학자들에게 어려운 일이다. 비평가들은 태그라인이 기억에 남지 않고 간결하지 않은, 자기만족적이고 불필요한 기업 브랜딩 형태라고 주장한다. 그러나 지지자들은 태그라인이 일상적인 대중 담론에 들어가면 회사의 시장 영향력이 기하급수적으로 증가할 수 있다고 주장한다.

## 기능적 슬로건
마케팅 슬로건은 경쟁사 간의 상호작용에서 중요한 역할을 할 수 있다. 기능적 슬로건은 일반적으로 다음과 같다.
- 사용자(또는 구매자)에게 제품 이점(또는 브랜드 이점)을 명시한다.[16]
- 다른 회사 제품과의 차별성을 암시한다.[17]—제약 조건 내에서
- 단순하고 간결하며[note 1] 명확하게 정의되고 적절한 성명서를 만든다.
- 기지가 있거나 독특한 "개성"을 가지고 있다.[note 2]
- 신뢰성 있는 브랜드 또는 제품 인상을 준다.[note 3]
- 소비자에게 감정을 경험하게 하거나, 니드나 욕구를 창출한다.[note 4]
- 잊기 어렵다—기억에 남는다.[note 5]

비즈니스 슬로건 과정은 제품이나 서비스의 가치를 고객에게 전달하여 제품이나 서비스를 판매하는 것이다. 이는 고객을 유치하기 위한 비즈니스 기능이다.

## 같이 보기
- 광고
- 여론조작
- 판촉